# Ralph M. Steinman
Ralph Marvin Steinman (14. ledna 1943 Montréal – 30. září 2011 New York) byl kanadský imunolog a cytolog působící jako profesor na newyorské Rockefellerově univerzitě, který v roce 1973 jako postdoktorand na této vysoké škole během výzkumu v laboratoři Zanvila A. Cohna pojmenoval dendritickou buňku.

## Soukromý život
Narodil se v lednu 1943 do židovské rodiny v Montrealu, jako jeden ze čtyř potomků Irvinga Steinmana (zemřel 1995) a Nettie Steinmanové, rozené Takefmanové (nar. 1917). Brzy poté se rodina přestěhovala do Shelbrooku, kde otec provozoval malý obchod s oděvy „Mozart's“. Poté, co ukončil střední školu v Sherbrooke, se vrátil do Montrealu, kde bydlel s prarodiči z matčiny strany Nathanem a Evou Takefmanovými.
Bakalářský titul (Bachelor of Science) získal na McGillově univerzitě a lékařství (MD) absolvoval s vyznamenáním (magna cum laude) v roce 1968 na Harvard Medical School. Lékařskou praxi dokončil v Massachusettské všeobecné nemocnici.

## Nobelova cena
3. října 2011 v 11.30 hod SEČ Nobelův výbor pro fyziologii nebo lékařství z Institutu Karolinska oznámil, že se stal laureátem Nobelovy ceny za „objev dendritických buněk a jejich role v rámci získané imunity.“ Dalšími dvěma spolunositeli, kterým připadla druhá polovina finanční odměny, se stali imunologové Bruce Beutler a Jules A. Hoffmann za „objev týkající se aktivace vrozené imunity.“.
Komise však ve chvíli vyhlášení laureátů nevěděla, že Steinman je již tři dny po smrti, když zemřel v pátek 30. září. Tuto skutečnost jí sdělil prezident Rockefellerovy univerzity ve 14.30 hod SEČ. Došlo k bezprecedentní situaci v historii udílení Nobelových cen. Podle pravidel nesmí být ocenění uděleno posmrtně. Výbor tak zasedl k odpolednímu jednání, jak situaci vyřešit. Ve večerních hodinách 3. října pak vydal rozhodnutí, že udělení proběhlo „v dobré víře,“ v momentu, kdy se jeho členové domnívali, že laureát je stále naživu, a tak by měl zůstat stav (ocenění) nezměněn.

## Další ocenění
Steinman obdržel během života řadu vyznamenání především za dlouhodobý výzkum dendritických buněk, a to včetně Ceny Alberta Laskera za základní lékařství výzkum (2007), Mezinárodní cenu Gairdnerovy nadace (2003) a Cenu Williama B. Coleyho Institutu výzkumu nádorového bujení (1998). V roce 2002 byl zvolen za člena Institute of Medicine a rok předtím za člena Americké národní akademie věd (United States National Academy of Sciences).
Přehled
- 1998 – Cena Williama B. Coleyho
- 1999 – Cena Roberta Kocha
- 2003 – Cena Gairdnerovy mezinárodní nadace
- 2007 – Cena Alberta Laskera za základní lékařský výzkum
- 2009 – Cena lékařského centra v Albany (spolu s Charlesem A. Dinarellem a Brucem Beutlerem)
- 2011 – Nobelova cena za fyziologii a medicínu (spolu s Bruceem Beutlerem a Julesem A. Hoffmannem)[12]